# 아유르시리다르 빌레그트 칸
원 소종 아유르시리다르(元 昭宗 愛猷識理答臘 혹은 愛猷識理達臘, ᠠᠶᠣᠰᠢᠷᠢᠳᠠᠷ᠎ᠠ, Аюушридар, 1339년 1월 23일(음력 1338년 12월 24일) ~ 1378년 5월 10일(음력 4월 13일), 재위: 1370년 5월 23일 ~ 1378년 5월 10일)는 북원의 제2대 황제였으며 원나라로는 제12대 황제, 몽골 제국의 대칸으로는 제16대 대칸이었다. 휘는 보르지긴 아유르시리다르(한국 한자: 孛兒只斤愛猷識理答臘 패아지근애유식리답랍) 혹은 아유르시리다르(한국 한자: 愛猷識理達臘 애유식리달랍, 한국 한자: 阿裕錫哩達喇 아유석리달랄)였다. 몽골식 재위명은 빌레그트 칸(必里克圖汗, 必里秃汗, ᠪᠢᠯᠢᠭ ᠲᠦ ᠬᠠᠭᠠᠨ Билигт хаан)이었고, 묘호는 '소종'(昭宗), 시호는 무승화효황제(武承和孝皇帝)였다. 일설에는 그의 묘호가 '철종'(哲宗)이라고도 한다. 원나라 혜종 토곤 테무르와 고려 출신 여성 기황후의 아들이었다.
아버지 혜종의 재위 기간 중 정권을 장악하려고 정변을 기도했다. 1368년 명나라군에 쫓겨 부황 등과 함께 북방으로 퇴각했으며, 1370년 응창부에서 황제로 즉위했으나 명나라군에 쫓겨 다시 카라코룸으로 후퇴했다. 장군 코케 테무르를 시켜 1372년 1월 침략한 명나라 군대를 패배시키고, 여세를 몰아 중국 한지 회복에 나섰으나 산서성 북부 지역만을 수복했다. 다시 중원을 회복하려고 시도했으나 3년만에 코케 테무르의 죽음으로 실패했다.
그의 이름 아유르시리다르는 산스크리트어에서 유래한 이름으로 장수와 치료를 뜻하는 '아유르'와, 길하고 복된 삶, 지도자, 귀족, 고귀함이라는 뜻의 '시리다르'의 합성어였다. 연호는 선광(宣光)이다.

## 생애

### 생애 초반
소종 아유르시리다르는 1338년 또는 1339년 1월 23일에 원나라 대도의 황궁 또는 카라코룸에서 태어났으며 아버지는 원 순제 토곤 테무르였고, 어머니는 고려인 기자오(奇子敖)의 딸로 황후가 된 기씨 올제이 후투였다. 황자의 이름은 아유르시리다르로 정해졌는데, 산스크리트어 '아유르'(аюур, 장수, 치료자)와 '시리다르'{сридар, 길탁(吉度)함, 복된 삶, 지도자, 우두머리, 고귀함}의 조합어였다. 일설에는 산스크리트어로 무기를 뜻하는 아유트(அயுத்து)와 시리다르의 조합어라는 설도 있다. 출생년도에 대해서는 일설에는 1339년 출생설, 다른 설로는 1340년 출생설 등이 있다. 한자로는 아유르시리다르(愛猷識理達臘)로 통칭되나 아유르시다리다르(愛猷識達理達臘)로도 나타난다.
모후 기씨는 고려의 귀족 가문으로, 기씨의 증조모는 고려 국왕 인종의 왕비였으며 의종, 명종, 신종 세 왕의 어머니인 공예왕후 임씨의 조카 임경순의 딸이었다. 모후 기씨는 1320년 원나라에 공녀로 오게 되었으며. 토곤 테무르가 즉위하기 전에 그의 첩이 되었다. 기씨는 원나라에서 몽골식 이름 '올제이 후투'(完者忽都)라는 이름을 얻었다. 기씨는 뒤에 순제의 제2 황후로 격상되었다. 부황 순제의 첫 황후였던 킵차크(바야우트) 타나시리는 유아기에 사망한 아들 1명을 낳았고, 이 때문에 사실상 아유르시리다르가 장남이 되었다.
기황후는 순제의 총애를 받았는데, 《원사연의》 53권에 의하면 기황후는 황제의 총애를 믿고 다소 오만하게 행동하여, 정궁 바얀 후투그 황후를 제외하고는 그녀를 미워했다고 한다. 권신 메르키트 바얀은 아유르시리다르가 자신의 권력에 방해가 되지 않을까 걱정했으나, 바얀은 1340년 2월 그의 조카였던 토크토아에게 탄핵당해 실각했다. 그 뒤로도 혜종(순제) 토곤 테무르 칸의 제2 황후에서 정궁이 된 바얀 후투그 황후에게서 아들 두 명이 태어났지만 모두 요절했다.
1338년 8월 순제는 황태자로 임명했던 사촌동생 엘 테구스를 폐위했다. 엘 테구스의 모후 부다시리 카툰은 메르키트 바얀과 결탁해 엘 테구스의 차기 계승권을 확보하려 했고, 메르키트 바얀 또한 엘 테구스 옹립이 권력에 유리하다고 보았다. 그런데 1340년 2월 메르키트 바얀의 조카 토크토아가 유림(柳林)으로 사냥을 가던 순제를 찾아가 바얀 제거를 약속했다.

### 소년시절
아들을 낳은 기황후는 순제의 총애를 얻어 후궁들 사이에서의 서열이 올라가게 되었다. 그러나 몽골의 전통 귀족들은 고려인의 피가 섞인 아유르시리다르를 탐탁치 않게 여겼고, 아버지 혜종은 바로 아유르시리다르를 황태자로 책봉하지 않았다. 아유르시리다르는 한족의 전통 문화에 호의적인 토크토아의 집에 보내져 양육되었다. 그는 빨리 성장했고, 키가 장대해졌다고 한다. 유년기에 부황 혜종의 측근이자 권신인 토크토아의 문하에 출입하며 중국어와 한학, 중국 문화를 수학했다. 토크토아의 아들 카라자크는 그의 친구가 되었고, 훗날 그의 측근이 되었다. 또한 부황 혜종의 영향으로 아유르시리다르는 티베트 불교를 숭상했고, 티베트 불교의 지도자들과도 서신을 주고 받았다.
메르키트 바얀은 부다시리 카툰과 모의해 엘 테구스를 차기 황제로 옹립하려고 준비했다. 혜종은 1340년 2월 메르키트 바얀의 조카인 메르키트 토크토아와 손잡고 바얀을 제거했으며 1340년 6월 부다시리 카툰을 황태후에서 폐위하고, 사촌동생 엘 테구스와, 그의 후견인이자 모후인 부다시리를 유배보냈다가 중도에 사약을 내렸다. 메르키트 바얀 일파가 정계에서 완전하게 숙청되어 축출된 뒤에야 아유르시리다르는 부황 혜종의 잠정적인 후계자로 공인되었다.
1348년 혹은 1349년 7월 3일 혜종은 대도 황궁에 아들을 위한 성리학 서당을 설립하고, 학자들을 초빙했다. 이호문(李好文)을 태자시유덕(諭德), 귀장(歸暘)을 찬선(贊善), 장충(張冲)을 문학으로 임명했다. 이 중 이호문은 바로 사직을 청했으나 순제가 받아들이지 않았다. 아버지 혜종은 아유르시리다르에게 한자, 한학 외에도 몽골어, 위구르어를 배우게 했다. 1353년 혜종의 정궁 황후이자 옹기라트(콩기라트)부 출신의 바얀 후투그 카툰이 아들 친킴을 낳았다. 아유르시리다르의 후계자 지위는 위태로워졌으나 친킴은 2세에 요절했다.
오지라슨다리씨(瓦只剌孫答里氏) 또는 진다리씨(陳答里氏)와 혼인했는데, 혼인 시점과 오지라슨다리씨의 출신 부족, 친정에 대해서는 기록이 없다. 오지라슨다리씨는 1366년 4월 황태자비에 책봉되었고, 1368년 7월 혜종, 기황후 및 부군 아유르시리다르 등과 북천, 1370년까지 생존해 있었으나 이후 행적은 알려진 것이 없다. 1352년 고려의 복안부원군(福安府院君) 권겸(權謙)의 딸 등이 세자에게 공녀로 바쳐졌다. 권씨는 아유르시리다르가 즉위하자 황후로 책봉되었다. 고려에서 온 2명의 여성 중 1명은 김윤장(金允藏)의 딸 김씨이고, 1명은 이름이 전하지 않는다.

### 황태자 임명과 권력투쟁
1353년 아유르시리다르는 모후인 기황후와 일부 세력의 지지를 얻어 제위를 탈취하려다가 실패했다. 기황후는 고려인 환관, 관료들을 비롯 일부 비옹기라트계 세력을 포섭했다. 아유르시리다르는 기황후 외에도 투르크계 캉글리족의 지지를 획득했다. 위구르와 캉글리족의 혼혈인 하마(哈麻, 합마) 등이 그를 지지했다. 하마 형제의 어머니는 아유르시리다르의 이복 삼촌 영종 린첸발 칸의 유모였다. 오랫동안 권력에서 배제되었으나 대대로 황후를 배출한 옹기라트부 역시 권력을 빼앗기지 않으려고 했다.
1353년 혜종의 제2 정궁인 바얀 후투그 황후가 아들 친킴을 낳으면서 아유르시리다르의 후계자 지위가 흔들렸다. 그러나 1353년 6월 2일 황태자에 지명되고, 곧 중서령(中書令)과 추밀사(樞密使)를 겸하게 되어 행정과 군권을 모두 장악하게 되었다. 그해 7월 혜종은 이를 기념해 대사면령을 내렸다. 아유르시리다르는 황태자가 되었으나 정궁 바얀 후투그에게서 아들이 태어났기 때문에, 토크토아는 그의 태자 책봉을 계속 미뤘다. 7월 황태자가 된 뒤 아유르시리다르는 토크토아를 숙청하려고 시도했는데, 훗날 토크토아의 문하생인 합마(哈麻, 하마)로 하여금 토크토아를 모함하게 하여 그가 홍건적과 싸우는 도중에 부정축재를 행했으며 법을 위반했다는 이유로 실각시켰다. 일부 내관들은 아유르시리다르의 황태자 책봉 취소와 그를 추방할 것을 건의했다. 1354년 바얀 후투그 황후가 낳은 적자 친킴이 2세로 요절했다. 일부 내관과 관료들은 아유르시리다르의 태자 책봉 취소를 꾸준히 상소했으나 혜종은 결정하지 못하고 주저했다. 그러나 바얀 후투그 황후는 다시 아들 설산(雪山)을 낳았다.
1354년 가을 토크토아는 반군 지도자인 장사성(張士誠)의 근거지인 고우(高郵)를 포위하고, 28회의 교전 끝에 함락시켰다. 아유르시리다르는 토크토아가 자신의 태자책봉을 반대했다는 이유로 중서성 평장정사 하마(哈麻)로 하여금 탄핵하게 하여, 토크토아를 갑자기 해임시키고 하이난으로 유배보냈다. 1355년 4월 20일 아유르시리다르가 황태자의 인장을 받았다. 그러나 이를 계기로 부황 순제의 의심을 사게 되었다. 순제는 정치에 흥미를 잃어버렸고 아유르시리다르가 대신 정무를 주관했다. 반황태자파는 다퉁 지역의 군벌 볼라드 테무르를 수도 대도로 불러들였다.아유르시리다르는 대도에서 멀리 떨어져 있었던 볼라드 테무르의 정적, 허난성의 군벌 코케 테무르에게 의지하여 타이위안으로 피신했다. 아유르시리다르는 코케 테무르와 그의 아버지 차간 테무르 등의 지지를 요청했으나, 차간 테무르는 중립적으로 관망했다.
1355년 4월 하마의 동생 시시가 어사대부로 발탁되었고, 5월 하마가 중서성 좌승상으로 승진했다. 기황후는 아유르시리다르가 조정의 전권을 장악하기를 원했지만, 순제의 측근들은 이를 반대하여 조정에서는 갈등이 벌어졌다. 순제는 합마가 아유르시리다르를 황제로 옹립하려 한다고 의심했다. 1356년 2월에는 합마가 동생 시시(雪雪)와 함께 아유르시리다르를 황제로 추대하려는 쿠데타를 계획했다가 합마 형제의 아버지인 독로(禿魯)의 밀고로 사전에 발각되어 합마는 혜주(惠州)로, 시시는 조주(肇州)로 유배가던 길에 정적들에 의해 목졸려 살해당했다(혹은 장살당했다는 설도 있다.). 기황후 역시 아유르시리다르를 황제로 앉히려는 계획을 세웠다가 발각당했다.

### 정변 기도와 실패
1360년 이후 황태자 아유시리다르는 정권을 탈취하려다가 실패했다. 1362년 아유시리다르는 재상 초젬과 함께 새로운 음모를 꾸몄으나 사전에 발각되어 실패하고 대도에서 멀리 쫓겨났다. 초젬이 처형되자 아유르시리다르는 군대를 모으기 시작해 중국 남부와 북부에서 홍건적의 난을 토벌하던 군대를 자신의 편으로 유인하려고 했다. 아유르시리다르는 영향력있는 지방 군벌인 코케 테무르의 허난성 군대를 가까스로 끌어 들였다. 1362년 차간 테무르가 홍건적에게 암살당한 후 코케 테무르가 하이난과 섬서성의 군권을 장악했다. 1363년 아유르시리다르의 군대는 대도를 점령했고, 부황 순제는 차례로 지방에 지원을 요청해 다퉁에 있던 타이치우드 출신 볼라드 테무르의 군대가 대도로 왔다. 아유르시리다르는 토번으로 피신했다.
1364년 1월 아유르시리다르는 외가인 기철 일족을 숙청한 고려의 공민왕을 토벌하고자 고려인 출신 최유(崔濡)에게 원나라군 10,000명을 주어 고려를 정벌하도록 했다. 그러나 최유의 군대는 압록강변에서 최영의 고려군에게 참패해 몰살당하고 17기의 기병(騎兵)만이 생존하여 귀환했다.
부황 순제로부터 대도로의 소환령을 받았으나 아유르시리다르는 대도로 가지 않고, 코케 테무르에게 명령하여 볼라드 테무르를 토벌하고 대도를 점령하도록 했다. 1364년 3월 감찰어사 왕타르투(王朶列禿), 최바얀테무르(崔卜顏帖木兒) 등이 황태자 토벌을 혜종에게 건의했다. 코케 테무르는 볼라드 테무르를 대도에서 추방하고 아유르시리다르가 다시 정권을 잡게 되었다. 이후 1364년 7월 볼라드 테무르는 다퉁에서 대도로 진군하여 칸 휘하의 중앙정부를 장악했다. 불라드 테무르는 아유르시리다르를 폐위하고, 바얀 후투그 황후의 둘째 아들 설산을 황태자로 삼았다.
황태자에서 폐위된 아유르시리다르는 1364년 7월 기녕(冀寧, 현 섬서성 타이위안)으로 달아나, 장군 코케 테무르{擴廓帖木兒, 일명 왕보보(王保保)}의 지지를 구하였다. 1365년 3월 아유르시리다르는 코케 테무르와 함께 볼라드 테무르를 공격했고, 코케 테무르는 볼라드 테무르의 최측근이었던 투키에르를 제거했다. 곧 볼라드 테무르는 부하에게 배신당한 뒤, 그해 7월 29일 코케 테무르에게 사살되었다. 볼라드 테무르를 돕던 투겐테무르(禿堅帖木兒), 누지사게미(老的沙皆遁) 등은 도주했다. 7월 아유르시리다르는 칭하이(淸海)를 거쳐서 도성으로 귀환했다. 친황제파는 아유시리다르 일파를 진압하기 위해 홍건적 토벌에 파견했던 군사들을 도로 불러들였고, 이 때문에 홍건적 진압이 지지부진해졌다. 아유르시리다르의 계속된 정권 탈취 기도는 홍건적의 진압을 어렵게 만들었다.
그해 9월 초 아유르시리다르는 코케 테무르의 호위하에 대도로 들어왔다. 1365년 9월 7일 바얀 후투그 황후가 사망했고, 아유르시리다르는 그녀의 죽음에 홀로 통곡했다고 한다. 그러나 바얀 후투그의 아들로 태자에 책봉된 설산을 바얀 후투그의 친정 영지인 북해도(北海道)로 추방해버렸다. 태자 설산의 이후의 행적은 미상이다.

### 대도 함락과 천도
1367년 8월 2일 아유르시리다르 황태자는 곧 순제에 의해 중서령 겸 영추밀원사에 임명되었고, 행정과 군권을 모두 장악하게 되었다. 그러나 강남의 난징에서 발흥한 명나라의 태조 홍무제 주원장은 세력을 확장하고 있었다. 순제에게 퇴위하라는 상소가 올라오자 순제는 퇴위를 꺼리면서도 황태자를 사실상의 통치자로 승인했다.
1368년 허난 성을 방어하던 코케 테무르의 군대가 명나라군에게 크게 패배했다. 이를 계기로 원나라 전 군의 실권을 아유르시리다르가 잡게 되었지만 그는 부황을 폐위시키지 않았다. 1368년 9월 10일 명나라 군대가 쳐들어와, 부왕 순제 등과 함께 대도를 탈출하여 상도로 퇴각했다.
1368년 9월 14일부터 9월 16일 사이 대도가 함락되었다. 그러나 이때 아유르시리다르의 아들 마이다리팔라가 명나라군에게 포로로 붙잡혀 끌려갔다. 1369년 7월 20일(음력 6월 17일)부터 4일간 명나라 장군 상우춘(常遇春)이 지휘하는 북벌군이 상도까지 쳐들어오자 북동쪽의 응창부{應昌府, 현, 내몽골 자치구 츠펑시 커스커텅 기 서남쪽 다르한 울라수무(達日罕烏拉蘇木)}로 퇴각했다. 응창부는 키야트 보르지긴 황실의 전통적인 외척이었던 옹기라트(콩기라트)부의 유목 지역으로, 옹기라트부의 여름 별장이 있었다.

### 북원 황제
1370년 5월 27일 혜종 토곤 테무르 칸이 붕어하자 아유르시리다르가 몽골고원의 응창부에서 제위를 계승했다. 연호는 '선광'(宣光)으로 정해졌다. 그는 두보(杜甫)의 시집 《 북정 (北征) 》의 시 중 "주나라와 한나라처럼 다시 일어나게 하실 것이니, 우리 임금은 선왕과 광무제처럼 명철하시다.(周漢獲再興，宣光果明哲)"에서 따서 연호를 선광이라 지었다. 그는 자신이 주 선왕, 후한 광무제와 같이 왕조를 중흥시킬 것을 다짐했다. 바로 장군 코케 테무르를 도총병(都總兵) 중서우승상에 임명하고 하남왕(河南王)에 봉했다.
몽골어식 존호는 빌레그트 칸인데, 명나라 태조실록에 고 태자 필리독(빌레그트의 오역)으로 나타나는 것으로 보아 생전에 붙여진 존호였다. 6월 10일 명나라의 이문충 군대가 흥화(興和)를 거쳐 응창부로 침입했고, 소종은 카라코룸으로 천도했다. 실각당했던 코케 테무르는 새로운 북원 세력에 참여해서 황제의 호위를 수행했다. 명 태조 주원장은 소종에게 항복을 권고했으나, 소종은 항복을 거부했다. 소종은 카라코룸을 공식 수도로 선언했다.
그해 12월 장군 강문청(江文淸), 왕자 실독아(失篤兒)와 더불어 국구 아리마사하라(阿里麻思海牙), 부마 망갈라시(駙馬 忙哥剌失) 등이 명나라에 투항했다(이들 중 실독아는 원 혜종의 서자인지의 여부가 있고, 아리마사하라가 혜종의 비빈 중 누구의 친부인지의 여부가 있으며, 망갈라시가 어느 칸의 사위인가는 알려진 것이 없다.).
소종은 명나라에 맞서 싸우기 위해 고려 공민왕에게 사절을 보내, 도움을 요청했다. 공민왕에게 보낸 서한에서 소종은 "왕이여, 그대는 나와 같은 칭기즈 칸의 후예입니다. 그러므로 우리와 함께 하늘 아래 정의와 진리를 세워야 할 것입니다."라고 했다. 그러나 고려 공민왕은 원 소종의 지원 요청을 거절했고, 북원에 대항하여 반원 정책을 펼쳤으며, 1270년대에는 원나라에 병합된 고려의 서북쪽 영토를 탈환했다. 1374년 공민왕이 시해당하자 고려의 친원 세력은 공민왕의 아들 왕우의 책봉을 요청하는 사절을 북원으로 보냈다. 소종은 형식적으로 승인하여 고려 사절을 돌려보냈다. 우왕의 즉위를 계기로 북원 소종은 고려에 함께 명나라에 대항하여 싸울 것을 요청했으나, 고려 조정은 답변을 회피했다.

간수 성

1371년 연호를 '선광'(宣光)으로 개정했다. 1371년 2월 요양행성의 평장정사 유익(劉益) 등이 명나라에 투항했고, 이로써 요령성 남부 지역을 명나라에 빼앗겼다. 유익은 곧 홍보보(洪寶寶), 마언휘(馬彥翬)에게 살해되었고, 마언휘는 다시 요양행성 내 장량좌(張良佐)와 방고(房暠)에게 살해되었다. 홍보보는 곧 나하추에게 망명했지만 요양행성의 남부 지역을 속수무책으로 명나라에 빼앗겼다.
1372년 1월 명 태조는 서달(徐達), 이문충(李文忠), 풍등(馮勝)에게 군사를 주어 몽골로 보냈다. 명나라 장군 서달이 이끄는 15만명의 대군이 몽골고원으로 침공하여 20일만에 툴루 강변에 도달했다. 소종은 대규모 병력을 동원했다. 소종이 이끄는 군대는 서달의 명군에게 패하여 고비 사막으로 물러났지만, 코케 테무르가 이끄는 북원의 군대는 1372년 1월말, 오르콘강과 카라코룸 일대에서 서달(徐達)이 이끄는 명군을 상대로 압도적인 승리를 거두었다. 당시 명군 2만명 정도가 전사했다고 한다. 그러나 감숙성을 명나라 서달의 군대에게 빼았겼고, 2만 마리의 소와 말, 포로들이 명나라로 끌려갔다. 명나라 군대의 일부는 분산하여 케룰렌 강 주변을 공격, 약탈했으나 코케 테무르의 군대가 이를 모두 격파하고 오르콘 강변으로 패주시켰다.

### 수복 실패와 최후
1373년 소종은 만리장성을 넘어 신허, 랴오닝 일대와 가오저우, 수이쭝, 허베이 성의 푸닌, 수진 지역 일대를 탈환했다. 그러나 감숙성에서 다시 서달과 대적할 때 북원군은 심하게 몰려서 고비 사막으로 달아나야 했다. 이 승리를 기회로 아유르시리다르는 한지 지역의 탈환을 목표로 코케 테무르를 총사령관으로 임명하고, 군대를 남하시켜 일시적으로 산서성 북부까지 장악했다. 1374년 명나라는 대군을 보내, 싱허와 가오저우를 명나라 군대에게 빼앗겼다. 1374년 소종은 고려에 사절을 보내 랴오양에 있는 명나라군대에 대한 공격 지원을 요청했으나, 고려 공민왕은 거절했다. 1375년 랴오닝이 명나라 군대에 의해 점령되었다.
소종은 고려 조정에 도움을 청했으나, 고려에서는 원나라로부터 독립할 기회로 여기고 그의 지원 요청에 답하지 않았다. 1374년 10월 22일 고려 공민왕이 살해당하자 12월 이인임 등이 북원의 중서성에 편지을 보냈고,
이에 소종은 우왕에게 책봉 고명을 내려주었다. 소종은 1375년 1월 나하추를 보내 고려의 왕위 계승 전말을 파악하도록 했다. 그해 나하추가 여진족의 지원을 얻어내 명나라군을 랴오둥 밖으로 쫓아냈다. 1375년 5월 소종은 고려에 사신을 보냈으나, 고려 조정에서는 북원의 사신을 강계에서 되돌려보냈다. 같은 달 명나라 장군 남옥(藍玉)이 백주천(白酒泉)에서 원나라 군대를 패배시키고, 마침내 흥화(興和)를 함락했다. 소종은 황궁 관원들을 이끌고 알타이 산으로 피신했다. 그해 7월 명나라 장군 이문충이 군사를 이끌고, 대령고주(大寧高州)를 점령했고 원나라 백성들은 북으로 후퇴했다.
1375년 9월 17일 코케 테무르가 알타이산맥에서 명나라 잔당과 싸우던 중 병사하자, 소종의 중국 재탈환 기도가 실패로 돌아가게 되었다. 소종은 끝까지 한지(중국 땅)에 대한 권리를 포기하지 않았다. 1376년 봄, 장군 바얀 테무르(伯顏帖木兒)가 연안(延安)을 공격했으나 명나라 장군 박우덕(傅友德)에게 참패하고, 명나라로 투항했다.
1377년 소종은 고려에 사신을 보냈으나, 고려의 신하들은 북원과의 외교를 단절하라는 상소문을 빗발치게 올렸다. 김구용(金九容) 등은 소종이 보낸 사신들의 고려 입국을 막다가 유배되기도 했다. 1377년 7월 소종은 고려에 선휘원사(宣徽院使) 테리테무르(徹里帖木兒)를 보내 정요위(定遼衛)를 협공할 것을 요청했으나, 그해 9월 고려는 계품사(啓稟使) 강인유(姜仁裕)를 보내 거절했다. 1377년 8월 카라코룸에 온 고려인이 '황제가 심왕(沈王)의 손자를 고려 국왕으로 삼으려 한다(帝將以沈王孫爲高麗國王)'는 소문을 유포하자, 붙잡았으나 불문율에 붙이고 되돌려 보냈다. 결국 1378년 5월 10일에 황제 아유르시리다르가 카라코룸에서 붕어했다. 『신원사(新元史)』에 의하면 알타이 산 근처에서 사망했다 한다. 그의 정확한 사망 원인은 전해지지 않는다.

### 사후
고려인 권황후와의 사이에서 황녀 1명과 이름이 전해지지 않는 황자 1명을 두었으나, 아들은 12세에 요절했다. 김황후 소생의 황자 마이다리팔라(매적리팔라)는 1368년 대도가 함락될 때 명군에게 잡혀 포로로 끌려갔다가 소종의 사망을 기점으로 명나라가 석방해주었다고 하나 이후 행방이 실종되었다. 소종의 뒤는 이복동생 혹은 친동생이라는 천원제 토구스 테무르가 계승했다. 1388년 4월 11일 명나라 장군 남옥(藍玉)이 소종의 처와 딸 등 59인과 동지 타린테무르(脫因帖木兒) 등을 사로잡아갔다.
몽골식 존호는 '빌레그트 칸'으로 중세 몽골어로 '지성인', '지혜로운'이라는 뜻이었다. 명나라에서는 그를 황제로 인정하지 않고 '고 태자 필리독'(故太子必里秃)이라고 칭했다. 일각에서는 소종의 연호를 따서 '선광제'로도 칭한다. 청나라때 만주족은 소종의 이름을 '애육실리달랍'(愛猷識理達臘)으로 음역했다.
그의 묘호는 소종이라는 설과 철종이라는 설이 있다. 명나라의 작가 겸 사학자인 왕세정(王世貞)의 《북로시말지》(北虜始末志)에 의하면 그의 묘호는 소종(昭宗)이라고 한다. 그런데 청나라 건륭제 시기의 《몽골 세계보》에는 그의 묘호가 철종(哲宗)으로 되어 있다.

## 가계
그의 첫 부인은 태자비 오지라슨다리씨(瓦只剌孫答里氏)로 《원사》 25권에 등장한다. 1366년까지 생존해있었던 오지라슨다리씨의 행적은 이후 미상이다. 명나라 명태조실록에 등장하는 명나라군에 끌려간 故太子必里禿妃가 김황후인지, 권황후인지 2명 모두 끌려간 것인지는 알려진 것이 없다.
- 부친 : 원 순제 토곤테무르(元順帝妥懽帖睦爾)
- 모친 : 기황후
  - 원비 : 오지라슨다리씨(瓦只剌孫答里氏) 또는 진다리씨(陳答里氏)
  - 황후 : 권황후(權皇后): 고려 권겸(權謙)의 딸[2]
    - 딸 : 공주(公主)
    - 부마 : 이수데르 조리그투 칸
    - 아들 : 이름 무명, 1363년 3월 26일 ~ 1375년 5월 16일

  - 황후 : 김황후(金皇后): 고려 김윤장(金允藏)의 딸[3]
    - 아들 : 마이다리 팔라(買的里八刺, Maidari pal)

### 족보
|  |                                                          |  |  |  |  |  |  |  |  |  |  |  |  |  |  |  |
|  | 16. 보르지긴 다루마바라 (쿠빌라이 칸의 손자, 19.의 사촌) |  |  |  |  |  |  |  |  |  |  |  |  |  |  |  |
|  |                                                          |  |  |  |  |  |  |  |  |  |  |  |  |  |  |  |
|  |                                                          |  |  |  |  |  |  |  |  |  |  |  |  |  |  |  |
|  | 8. 카이샨 퀼뤼그 칸                                      |  |  |  |  |  |  |  |  |  |  |  |  |  |  |  |
|  |                                                          |  |  |  |  |  |  |  |  |  |  |  |  |  |  |  |
|  |                                                          |  |  |  |  |  |  |  |  |  |  |  |  |  |  |  |
|  | 17. 다기 카툰                                            |  |  |  |  |  |  |  |  |  |  |  |  |  |  |  |
|  |                                                          |  |  |  |  |  |  |  |  |  |  |  |  |  |  |  |
|  |                                                          |  |  |  |  |  |  |  |  |  |  |  |  |  |  |  |
|  | 4. 쿠살라 쿠툭투 칸                                      |  |  |  |  |  |  |  |  |  |  |  |  |  |  |  |
|  |                                                          |  |  |  |  |  |  |  |  |  |  |  |  |  |  |  |
|  |                                                          |  |  |  |  |  |  |  |  |  |  |  |  |  |  |  |
|  | 18. ?                                                    |  |  |  |  |  |  |  |  |  |  |  |  |  |  |  |
|  |                                                          |  |  |  |  |  |  |  |  |  |  |  |  |  |  |  |
|  |                                                          |  |  |  |  |  |  |  |  |  |  |  |  |  |  |  |
|  | 9. 이키레스 베키                                         |  |  |  |  |  |  |  |  |  |  |  |  |  |  |  |
|  |                                                          |  |  |  |  |  |  |  |  |  |  |  |  |  |  |  |
|  |                                                          |  |  |  |  |  |  |  |  |  |  |  |  |  |  |  |
|  | 19. 노울륜공주 (쿠빌라이 칸의 손녀, 16.의 사촌)          |  |  |  |  |  |  |  |  |  |  |  |  |  |  |  |
|  |                                                          |  |  |  |  |  |  |  |  |  |  |  |  |  |  |  |
|  |                                                          |  |  |  |  |  |  |  |  |  |  |  |  |  |  |  |
|  | 2. 토곤테무르 우카가투 칸                                |  |  |  |  |  |  |  |  |  |  |  |  |  |  |  |
|  |                                                          |  |  |  |  |  |  |  |  |  |  |  |  |  |  |  |
|  |                                                          |  |  |  |  |  |  |  |  |  |  |  |  |  |  |  |
|  | 20. 아리술올(阿里術兀)                                   |  |  |  |  |  |  |  |  |  |  |  |  |  |  |  |
|  |                                                          |  |  |  |  |  |  |  |  |  |  |  |  |  |  |  |
|  |                                                          |  |  |  |  |  |  |  |  |  |  |  |  |  |  |  |
|  | 10. 첩목질아(帖木迭兒)                                   |  |  |  |  |  |  |  |  |  |  |  |  |  |  |  |
|  |                                                          |  |  |  |  |  |  |  |  |  |  |  |  |  |  |  |
|  |                                                          |  |  |  |  |  |  |  |  |  |  |  |  |  |  |  |
|  | 5. 매래적 베키 카를룩씨                                  |  |  |  |  |  |  |  |  |  |  |  |  |  |  |  |
|  |                                                          |  |  |  |  |  |  |  |  |  |  |  |  |  |  |  |
|  |                                                          |  |  |  |  |  |  |  |  |  |  |  |  |  |  |  |
|  | 1. 아유르시리다르 빌레그트 칸                            |  |  |  |  |  |  |  |  |  |  |  |  |  |  |  |
|  |                                                          |  |  |  |  |  |  |  |  |  |  |  |  |  |  |  |
|  |                                                          |  |  |  |  |  |  |  |  |  |  |  |  |  |  |  |
|  | 24. 안왕 기홍영(仁王 奇洪潁)                             |  |  |  |  |  |  |  |  |  |  |  |  |  |  |  |
|  |                                                          |  |  |  |  |  |  |  |  |  |  |  |  |  |  |  |
|  |                                                          |  |  |  |  |  |  |  |  |  |  |  |  |  |  |  |
|  | 12. 기관(奇琯)                                           |  |  |  |  |  |  |  |  |  |  |  |  |  |  |  |
|  |                                                          |  |  |  |  |  |  |  |  |  |  |  |  |  |  |  |
|  |                                                          |  |  |  |  |  |  |  |  |  |  |  |  |  |  |  |
|  | 25. 장흥 임씨                                            |  |  |  |  |  |  |  |  |  |  |  |  |  |  |  |
|  |                                                          |  |  |  |  |  |  |  |  |  |  |  |  |  |  |  |
|  |                                                          |  |  |  |  |  |  |  |  |  |  |  |  |  |  |  |
|  | 6. 영안장헌왕 기자오                                     |  |  |  |  |  |  |  |  |  |  |  |  |  |  |  |
|  |                                                          |  |  |  |  |  |  |  |  |  |  |  |  |  |  |  |
|  |                                                          |  |  |  |  |  |  |  |  |  |  |  |  |  |  |  |
|  | 26. 박휘(朴暉)                                           |  |  |  |  |  |  |  |  |  |  |  |  |  |  |  |
|  |                                                          |  |  |  |  |  |  |  |  |  |  |  |  |  |  |  |
|  |                                                          |  |  |  |  |  |  |  |  |  |  |  |  |  |  |  |
|  | 13. 연흥군부인 죽산 박씨(延興郡夫人 竹山朴氏)            |  |  |  |  |  |  |  |  |  |  |  |  |  |  |  |
|  |                                                          |  |  |  |  |  |  |  |  |  |  |  |  |  |  |  |
|  |                                                          |  |  |  |  |  |  |  |  |  |  |  |  |  |  |  |
|  | 3. 솔롱고 올제이 후투그 카툰                             |  |  |  |  |  |  |  |  |  |  |  |  |  |  |  |
|  |                                                          |  |  |  |  |  |  |  |  |  |  |  |  |  |  |  |
|  |                                                          |  |  |  |  |  |  |  |  |  |  |  |  |  |  |  |
|  | 28. 상서좌복야 이주                                      |  |  |  |  |  |  |  |  |  |  |  |  |  |  |  |
|  |                                                          |  |  |  |  |  |  |  |  |  |  |  |  |  |  |  |
|  |                                                          |  |  |  |  |  |  |  |  |  |  |  |  |  |  |  |
|  | 14. 지홍주사 이행검                                      |  |  |  |  |  |  |  |  |  |  |  |  |  |  |  |
|  |                                                          |  |  |  |  |  |  |  |  |  |  |  |  |  |  |  |
|  |                                                          |  |  |  |  |  |  |  |  |  |  |  |  |  |  |  |
|  | 7. 삼한국대부인 익산 이씨                                |  |  |  |  |  |  |  |  |  |  |  |  |  |  |  |
|  |                                                          |  |  |  |  |  |  |  |  |  |  |  |  |  |  |  |
|  |                                                          |  |  |  |  |  |  |  |  |  |  |  |  |  |  |  |
|  | 30. 정숙첨(鄭叔瞻)                                       |  |  |  |  |  |  |  |  |  |  |  |  |  |  |  |
|  |                                                          |  |  |  |  |  |  |  |  |  |  |  |  |  |  |  |
|  |                                                          |  |  |  |  |  |  |  |  |  |  |  |  |  |  |  |
|  | 15. 하동 정씨(河東鄭氏)                                  |  |  |  |  |  |  |  |  |  |  |  |  |  |  |  |
|  |                                                          |  |  |  |  |  |  |  |  |  |  |  |  |  |  |  |
|  |                                                          |  |  |  |  |  |  |  |  |  |  |  |  |  |  |  |

## 기타
외할머니 익주 이씨의 5대 조모이자 외외증조부 이행검의 고조모는 파평 윤씨로 윤관의 손녀이자, 윤언이의 딸이다.
외고조 할머니 장흥 임씨는 고려 인종의 왕후 공예왕후의 오라비인 임유(任濡)의 손녀이자 임경순(任景恂)의 딸이다.

## 기년
| 소종        | 원년            | 2년        | 3년        | 4년        | 5년        | 6년        | 7년        | 8년        |
| ----------- | --------------- | ---------- | ---------- | ---------- | ---------- | ---------- | ---------- | ---------- |
| 서력 (西曆) | 1371년          | 1372년     | 1373년     | 1374년     | 1375년     | 1376년     | 1377년     | 1378년     |
| 간지 (干支) | 신해(辛亥)      | 임자(壬子) | 계축(癸丑) | 갑인(甲寅) | 을묘(乙卯) | 병진(丙辰) | 정사(丁巳) | 무오(戊午) |
| 연호 (年號) | 선광(宣光) 원년 | 2년        | 3년        | 4년        | 5년        | 6년        | 7년        | 8년        |

## 아유르시리다르빌레그트가 등장한 작품
- 《신돈》(MBC, 2005년~2006년, 배우:서일현, 김종호, 이풍운)
- 《기황후》(MBC, 2014년~2014년,  배우:김진우, 이시우)

## 같이 보기
- 코케 테무르
- 응창부
- 북원